# Jablan (Federacja Bośni i Hercegowiny)
Jablan – wieś w Bośni i Hercegowinie, w Federacji Bośni i Hercegowiny, w kantonie środkowobośniackim, w gminie Donji Vakuf. W 2013 roku pozostawała niezamieszkana.